# Операция «Массовый призыв»
Операция «Массовый призыв» (англ. Operation Mass Appeal) была организована и проводилась британской секретной разведывательной службой (MI6) для подготовки вторжения в Ирак в 2003 году. Это была кампания, направленная на распространение в средствах массовой информации историй о якобы имеющемся в этой стране оружии массового поражения.

## Организация работы
Операция была разоблачена в декабре 2003 года, хотя официальные лица отрицали, что операция была направлена на преднамеренное распространение дезинформации. МИ-6 тайно, но с согласия американского руководства, подключила к сбору данных Специальную комиссию Организации Объединенных Наций, расследовавшую предполагаемые запасы оружия массового поражения (ОМП) в Ираке. Для этого был привлечён инспектор ООН по вооружениям и бывший сотрудник МИ-6 Скотт Риттер, с согласия своего начальника, главы специальной миссии в Ираке Ричарда Батлера предоставлявший копии документов ООН и отчётов об их выводах в МИ-6 — по сути, разведывательную информацию.
Бывший инспектор ООН по вооружениям Скотт Риттер рассказал в своей книге «Секреты Ирака» (2005 г.) о проводившейся МИ-6 психологической войне, известной как операция «Массовый призыв». По его словам, она «служила координационным центром для передачи разведданных МИ-6 об Ираке средствам массовой информации как в Великобритании, так и во всем мире. Цель состояла в том, чтобы помочь сформировать общественное мнение об Ираке и исходящей от него угрозе применения оружия массового поражения». Специалисты по пропаганде МИ-6 декларировали, что могут распространять дезинформацию через «редакторов и авторов, которые время от времени работают с нами».
Риттер в интервью Эми Гудман для американского новостного сайта Democracy Now! описал, как он в качестве военного инспектора Специальной комиссии ООН по оружию массового уничтожения в Ираке был вовлечён в операцию МИ-6 «Массовый призыв».
«Я руководил разведывательными операциями Организации Объединенных Наций по разоружению Ирака. Это была моя работа. Часть этой работы в 1997 и 1998 годах приобрела пропагандистский аспект, учитывая тот факт, что мы начали серию спорных и конфронтационных инспекций в Ираке, которые, хотя и были успешными с точки зрения разоружения, поскольку разоблачали те аспекты иракской версии, которые не были точными, тем не менее создавали проблемы для Организации Объединенных Наций в Совете Безопасности […] Мы приняли решение. Мы — Ричард Батлер, глава ЮНСКОМ, и его высокопоставленные сотрудники, одним из которых был я — считали, что нам нужно очистить наш общественный имидж, и мы сделали для этого ряд вещей […]. [В декабре 1997 года ] ко мне обратилась британская разведывательная служба, с которой у меня, опять же, были давние отношения официального характера, чтобы узнать, нет ли в архивах ЮНСКОМ какой-либо информации, которую можно было бы передать британцам, чтобы они могли, в свою очередь, переработать её, определить достоверность, а затем попытаться внедрить её в средствах массовой информации по всему миру, пытаясь сформировать общественное мнение этих стран, а затем косвенно — например, через появившийся отчет в польской прессе, — сформировать общественное мнение в Великобритании и США. Я отправился к Ричарду Батлеру с просьбой от британцев. Он сказал, что поддерживает это, и мы начали сотрудничество, которое было очень недолгим. Первые отчеты были переданы британцам где-то в феврале 1998 года. В июне 1998 года состоялось подробное совещание по планированию, и я ушел в отставку в августе 1998 года. […] Это операция — „Массовый призыв“, начатый ещё до того, как ЮНСКОМ попросили стать источником конкретных данных, и продолжавшаяся после моей отставки».
Риттер утверждал, что операция МИ-6 была разработана, чтобы «встряхнуть общественное мнение» путем передачи СМИ сомнительной разведывательной информации об Ираке. Так называемая «утечка разведанных» касалась предполагаемого намерения Саддама Хусейна обладать оружием массового поражения. Риттер указал, что разведданные были «из одного источника сомнительного качества» и призвал депутатов парламента провести новое расследование использования разведывательных данных в преддверии войны против Ирака.